# 陈克光
陈克光（1919年9月—2014年5月29日），原名刘效文，男，山东莱芜人，中华人民共和国政治人物。

## 生平
陈克光是山东莱芜市辛庄镇下三山村人。1944年4月，担任历城县公安局副局长、局长。1950年1月，任中南公安部干部科科长、政保处副处长。1953年3月，任江西省公安厅政治部主任、公安厅副厅长、省委政法部副部长等职。1957年7月，任江西省人民检察院副检察长。1963年1月任中共江西省直属机关党委副书记。文化大革命期间，被下放江西景德镇。1978年，担任文革后重建的江西省人民检察院副检察长。1979年12月，任江西省人民检察院检察长。1990年受聘为中华人民共和国最高人民检察院咨询委员会委员。2014年5月29日，于南昌逝世，享年95岁。